# 細川俊之
細川 俊之（ほそかわ としゆき、1940年〈昭和15年〉12月15日 - 2011年〈平成23年〉1月14日）は、日本の俳優。所属事務所は活動屋。
福岡県生まれ、山口県下関市育ち。山口県立豊浦高等学校卒業、学習院大学政経学部中退。

## 来歴
山口県豊浦郡西市小学校、山口県豊浦郡西市中学校を経て、1956年、山口県立西市高等学校に入学するが、翌1957年、山口県立豊浦高等学校へ転校。同校を卒業後、1959年、学習院大学政経学部へ入学。大学では演劇部に所属していた。
1961年、大学を中退し、一旦下関に戻った後、再び上京し同年俳優座の試験を受け合格し、俳優座養成所第13期生となる。1964年、同養成所卒業と同時に石立鉄男らと文学座研究生となり、初舞台は『無害な毒薬』。文学座では若手の二枚目俳優として次第に実力を高めていく。代表作『シラノ・ド・ベルジュラック』『かもめ』など。文学座は1971年まで在籍し、その後はフリー。
1967年、『シラノ・ド・ベルジュラック』での共演が切っ掛けで小川眞由美と結婚するが、1973年に離婚。長女にMAHをもうける。翌年、宝塚歌劇団48期生で宝塚歌劇団卒業生の千夏記（せん なつき、本名；藤本典江）と再婚した。
1973年には、アラン・ドロンとダリダのヒット曲「あまい囁き」の日本語版を中村晃子とのデュエットでカバーした。アラン・ドロンの吹き替えで著名な野沢那智など多数のアーティストとの競作になったが、細川の美声が話題になり、その中で一番のヒットとなった。
1994年、けいれん発作重積症により舞台「ラ・カージュ・オ・フォール」を降板。1995年に糖尿病で入院した。このため、当時撮影中だった映画『ゴジラvsデストロイア』を降板した。同年には脳内出血で倒れたこともあると、2009年7月17日放映の『徹子の部屋』で告白した。
2004年より、大阪芸術大学芸術学部舞台芸術学科演出コース教授に就任しており、同1回生を対象に年10回の講義を担当していた。
2011年1月12日午後、自宅で転倒し意識不明の状態で東京都内の病院に搬送されたが、同月14日、急性硬膜下血腫により死去した。70歳没。通夜・葬儀は行わず、生前の意思により献体の手続きがなされた。
死去から1年8か月後の2012年9月11日に遺体は荼毘に付され、13日に納骨された。彼の墓前には「ショーガール」で着用していたシルクハットが置かれた。

## 人物
- 趣味はスキューバダイビング。
- 「クールな二枚目俳優」として認知度が高いが、硬軟・善悪自在の演技力の持ち主で、『女囚さそり 701号怨み節』における児玉警部役のような狂気的な悪役も演じている。『ムー一族』ではたこ八郎との掛け合いでコミカルな演技も見せた。
- 独特の語り口と美声も知られ、パーソナリティーを務めたラジオ番組『ワールド・オブ・エレガンス』（FM東京他）は、17年5か月に及ぶ長寿番組となった。
- 声優としては、アニメ『あしたのジョー』（劇場版）の力石徹役が有名である。
- 木の実ナナと共演したミュージカル『ショーガール』は15年間続いた。

## 出演

### テレビドラマ
- 判決第1シリーズ第85回「くだかれぬ日」（1964年、NET）
- おかあさん第2シリーズ第262話「小さい犬のいる家」（1964年、TBS）
- おかあさん第2シリーズ第279話「味はおふくろ」（1964年、TBS）
- 鉄の神様 本多光太郎（1965年、NHK総合）
- うす羽蝶（1966年、TBS）
- ザ・ガードマン「死神の館」（1966年、TBS）
- おかあさん第2シリーズ「いもうと」（1967年、TBS）
- 剣「首斬り浅右衛門」（1967年、日本テレビ）
- 大河ドラマ（NHK総合）
  - 竜馬がゆく（1968年） - 益田越中 役
  - 風と雲と虹と（1976年） - 紀淑人 役
  - 獅子の時代（1980年） - 江藤新平 役
  - 八代将軍吉宗（1995年） - 徳川家宣 役
  - 毛利元就（1997年） - 大内義興 役
  - 葵 徳川三代（2000年） - 大谷吉継 役
- 風の中にひとり（1968年、フジテレビ）
- お庭番「忍び化粧」（1968年、日本テレビ）
- 帰って来た用心棒「白い目じるしの宿」（1968年、NET） - 三好精一郎 役
- 水色の季節（1968年、日本テレビ）
- 雪やこんこん（1968年、フジテレビ）
- 仇討ち「春雪非情」（1969年、TBS）
- 日本任侠伝「国定忠治」（1969年、NET）
- 女優 わが道（1969年、NHK総合）
- 見合い恋愛（1969年、日本テレビ）
- 雲に乗りたい（1969年、日本テレビ）
- 独身の嫁たち（1969年、日本テレビ）
- 戦国艶物語（1969年、ABC）
- 鬼平犯科帳　※八代目松本幸四郎版　第1シリーズ 第10話「女掏摸（めんびき）お富」（1969年、NET・東宝） - 岸根の七五三造 役
- おんなの劇場「吉野太夫」（1970年、フジテレビ） - 灰屋三郎兵衛 役
- 大坂城の女（1970年、関西テレビ） - 木村重成 役
- 雪之丞変化（1970年、フジテレビ）
- 遠山の金さん捕物帳 第6話「踊らされた男」（1970年、NET / 東映） - 倉田頼母 役
- 天皇の世紀「義兵」（1971年、ABC）
- 水戸黄門 第2部  第30話「隠密兄妹 -佐賀-」（1971年、TBS） - 江戸屋菊次郎 役
- 火曜日の女 / ある朝、突然に…（1972年、日本テレビ）- 野村信一 役
- 北の家族（1973年、NHK総合） - 山崎幸司 役
- 人生の並木路（1973年、TBS） - ナレーション
- 見知らぬ橋（1973年、NET） - 葉室静夫 役
- 日本沈没（1974年、TBS） - 幸長信彦 役
- 時間ですよ 昭和元年（1974年、TBS） - 十郎 役
- 愛のかたち（1974年、TBS）
- 悪魔のようなあいつ（1975年、TBS） - 王礼仁 役
- 明治の群像 海に火輪を（1976年、NHK総合） - 坂本龍馬 役
- さよならの夏「廃園」（1976年、YTV）
- ムー（1977年、TBS） - 更科英伍 役
- 三男三女婿一匹（1978年、TBS） - 桂真理 役
- ムー一族（1978年、TBS） - 二階堂卓哉 役
- 熱中時代 刑事編（1979年、日本テレビ） - 前原国彦 役
- やる気満々（1979年、TBS） - 花井悠一 役
- 風の隼人（1979年、NHK総合） - 庄吉 役
- 夜明けのタンゴ（1980年、TBS） - 高木章 役
- 拳骨にくちづけ（1981年、TBS） - 杜夫 役
- 妻の週末（1981年、TBS）
- 関ヶ原（1981年、TBS） - 直江兼続 役
- 鞍馬天狗（1981年、TBS） - 土方歳三 役
- 終りに見た街（1982年、テレビ朝日）
- 銀河テレビ小説（NHK総合）
  - 半分正しい（1982年）- 佐伯清 役
  - 花丸銀平（1984年） - 花丸銀平 役
  - 父からの贈りもの（1985年）
- 大奥 第40話「消えた女の伝説」・第41話「疑惑の小公女」（1984年、関西テレビ） - 徳川家治 役
- 真田太平記（1985年、NHK新大型時代劇） - 大野治長 役
- 月曜ワイド劇場 / 妻はなぜ夫を棄てたか（1985年、テレビ朝日）
- お坊っチャマにはわかるまい!（1986年、TBS） - 小早川明彦 役
- 連続テレビ小説（NHK総合）
  - はね駒（1986年） - ナレーション
  - 純ちゃんの応援歌（1988年） - ジョージ北川 役
- 時にはいっしょに（1986年、フジテレビ）
- このままじゃ、ボクの将来知れたもの（1986年、日本テレビ）
- 土曜ワイド劇場 / 女弁護士 朝吹里矢子9・相続欠格の謎（1987年、テレビ朝日）
- 女優競演サスペンス / タフガイが死んだ日（1987年、関西テレビ）
- 火曜サスペンス劇場 / 愛と野望の虚像（1987年、日本テレビ）
- 君だけに愛を（1991年、日本テレビ）
- 巌流島 小次郎と武蔵（1992年、NHK総合） - 加賀山隼人 役
- 伊豆の踊り子（1992年、TBS）
- 世にも奇妙な物語 / ネチラタ事件（1992年、フジテレビ） - 見城雅彦 役
- 腕におぼえあり2「黒幕の死」（1992年、NHK総合） - 寿庵保方 役
- 花王愛の劇場 / 温泉に行きたい（1992年、TBS）
- 天国に一番近い病院（1993年、フジテレビ）
- 青春もの（1993年、フジテレビ） - 西の父 役
- if もしも（1993年、フジテレビ）
- 家なき子（1994年、日本テレビ） - 大坪英二 役
- 荒木又右衛門 男たちの修羅（1994年、TX / 松竹） - 河合甚左衛門 役
- 金田一少年の事件簿（1995年、日本テレビ） - 的場勇一郎 役
- 月曜ドラマスペシャル（TBS）
  - 浅見光彦シリーズ3 隅田川殺人事件（1995年） - 池沢英二 役
  - 弁護士迫まり子の遺言作成ファイル1（1999年） - 須藤新作 役
- Change!（1995年、朝日放送） - 梶原潔 役
- 存在の深き眠り（1996年、NHK総合）
- 3番テーブルの客（1997年、フジテレビ） - アンドリュー堺 役
- 放浪記（1997年、テレビ東京）
- FiVE（1997年、日本テレビ）
- 女王蜂（1998年、フジテレビ） - 大道寺欣造 役
- お熱いのがお好き?（1998年、日本テレビ）
- バカヤロー!2000 ニッポン人の怒りが爆発する!!「オレは犬か!」（2000年3月29日、日本テレビ） - 声の出演
- 編集王（2000年、フジテレビ） - 香川善蔵 役
- 向井荒太の動物日記 〜愛犬ロシナンテの災難〜（2001年、日本テレビ）
- ズッコケ三人組3（2001年、NHK教育）
- 天国に一番近い男（TBS）
- Love Story（2001年、TBS）
- 明日があるさ（2001年、日本テレビ）
- カードGメン・小早川茜2・消せない過去（2001年、TBS）
- 真夜中は別の顔（2002年、NHK総合）
- ナースのお仕事4（2002年、フジテレビ） - 稲本潤次郎 役
- フレンズ〜くされ縁女ドロボウコンビの殺人逃避行（2002年、フジテレビ）
- 信濃のコロンボ事件ファイル4・戸隠伝説殺人事件!（2003年、テレビ東京） - 立花智弘 役
- 大友宗麟〜心の王国を求めて（2004年、NHK総合） - 大友義鑑 役
- 相棒 2nd Season 第13話「神隠し」（2004年、テレビ朝日） - 長谷川均 役
- 新・京都迷宮案内（2004年、テレビ朝日） - 国松久雄 役
- 87%（2005年、日本テレビ） - 黒木正十郎 役
- 富豪刑事（2005年、テレビ朝日） - 福本幸吉 役
- めぞん一刻（2007年、テレビ朝日） - 音無老人 役
- 月曜ゴールデン / 西村京太郎サスペンス 探偵 左文字進14（2010年、TBS） - 赤柿清三 役

### 映画
- 男性飼育法（1959年、東宝）
- 暖流（1966年、松竹）
- 汐風の中の二人（1966年、松竹）
- 座頭市牢破り（1967年、大映）
- 兵隊やくざ 殴り込み（1967年、大映）
- なみだ川（1967年、大映）
- 炎と女（1967年、松竹）
- 陸軍中野学校 開戦前夜（1968年、大映）
- 関東女やくざ（1968年、大映）
- 二代目若親分（1969年、大映）
- 座頭市と用心棒（1970年、大映）
- エロス+虐殺（1970年、ATG）
- 甘い秘密（1971年、松竹）
- 嫉妬（1971年、松竹）
- 告白的女優論（1971年、ATG）
- 白鳥の歌なんか聞えない（1972年、東宝）
- 音楽（1972年、ATG）
- 宮本武蔵（1973年、松竹）
- 女囚さそり 701号怨み節（1973年、東映）
- 恋人岬（1977年、松竹）
- その後の仁義なき戦い（1979年、東映）
- 細雪（1983年、東宝）
- ビリィ★ザ★キッドの新しい夜明け（1986年、パルコ）
- 少年時代（1990年、東宝）
- 飛ぶ夢をしばらく見ない（1990年、松竹）
- 夜逃げ屋本舗2（1993年、東宝）
- ラヂオの時間（1997年、東宝）
- 旅の贈りもの 0:00発（2006年、パンドラ）

### 舞台
- イルマ・ラ・ドゥース（1972年、渋谷ジァン・ジァン）
- 実朝出帆（1973年、西武劇場）
- SHOW GIRL（1974年-1988年、西武劇場／PARCO西武劇場／PARCO劇場）
- アプローズ（1975年、日生劇場）
- 細川俊之ひとり舞台（1976年-1982年、PARCO西武劇場）
- 結婚物語（1977年、日生劇場）
- I LOVE MY WIFE（1979年、PARCO西武劇場）
- 愛への旅（1980年、PARCO西武劇場）※ナレーション
- 情婦 検察側の証人（1980年、PARCO西武劇場）
- ねずみとり（1982年、PARCO西武劇場）
- ロミオとジュリエット'83（1983年、帝国劇場）
- 真夜中のパーティー（1983-1986年、PARCO西武劇場／PARCO劇場）
- ナイン（1983年、日生劇場）
- 結婚についての物語（1984-1985年、PARCO西武劇場／PARCO劇場）
- ボーイング・ボーイング（1987年、PARCO劇場）
- 陽気な幽霊（1988年、PARCO劇場）
- 恋の最終便（1989年-1990年、PARCO劇場）
- マイ・フェア・レディ（1990年、帝国劇場）
- LOVE LETTERS（1990年-2003年、PARCO劇場他）
- おじさまの音楽会（1991年、PARCO劇場）
- I do! I do! 結婚についての物語（1991年、PARCO劇場）
- ヨンカーズ物語（1992年、PARCO劇場）
- パパ、映画に出して!（1992年-1994年、PARCO劇場）
- ジェイクス・ウィメン（1993年、PARCO劇場）
- ラ・カージュ・オ・フォール（1993年、青山劇場）※途中降板
- 西条八十物語「カナリヤ」（1997年、東京国際フォーラム　ホールC）
- ザ・ロッキー・ホラー・ショウ（1997年、PARCO劇場）
- 34丁目の奇跡（1998年-1999年、シアターアプル他）

### 劇場アニメ
- あしたのジョーシリーズ - 力石徹 役
  - あしたのジョー（1980年）
  - あしたのジョー2（1981年）

### ラジオ
- ミュージックギャラクシー（NHK-FM）[1]
- ワールド・オブ・エレガンス（FM東京）[1]
- オーディオ·テクニカ·リラックス·イン·ジョイ（FM東京）

### CM
- 日本コカ・コーラ「コカ・コーラライト」（1984年）
- メルシャン「メルシャン・モーゼル」（1987年） - ナレーション
- 学生援護会 DUDA（1989年）
- キリンビバレッジ
- 日本テレコム 0061市外通話サービス
- 国際デジタル通信（1993年）[6]
- カルビー
- ツーカーセルラー
- サントリー
- 資生堂
- ホクレン
- 本田技研工業
- サントリー
- 久光製薬

### その他
- 単行本『マイ・ウェイなんて歌えない』出版（1989年、ネスコ）
- 『芸術劇場』（1997年度、NHK教育） - 案内役、ナレーション
- ゲーム『シーマン』（1999年、ドリームキャスト） - ナレーション
- そんなコロッケな!?（1991年10月 - 12月、TBS）
- ブラックワイドショー（2002年10月 - 2003年3月、日本テレビ） - 惑星放送中佐
- ルドイア☆星惑三第（2006年10月 - 2007年9月、日本テレビ） - 惑星放送大佐
- 日曜ビッグバラエティ「昭和を駆けたスター同窓会」（2007年、テレビ東京）
- 追悼番組「ブラックワイドショー・第三惑星放送協会 特別編 さよなら細川惑星放送大佐」（2011年2月3日、日本テレビ） - 惑星放送元帥
- コメディーお江戸でござる（NHK総合）

## ディスコグラフィー

### 歌唱盤

#### シングル
1. 別れの囁き（1974年4月、キング、BS-1802）※共演：藤井美紗
  - 作詞：杉紀彦 / 作曲：坂田晃一 / 編曲：坂田晃一

（c/w 哀愁のメルヘン）
2. あした君の許へ（1975年10月、クラウン、CW-1528）
  - 作詞：杉紀彦 / 作曲：浜圭介 / 編曲：萩田光雄

（c/w 冬の恋人）
3. 海辺の画廊（1976年、PANAM、ZP-16）
  - 作詞：杉紀彦 / 作曲：浜圭介 / 編曲：小笠原寛

（c/w めざめたら優しい歌を）
4. 行きずりの街さすらい通り（1976年11月5日、PANAM、ZP-19）
  - 作詞：杉紀彦 / 作曲：小笠原寛 / 編曲：小笠原寛

（c/w 愛のオデオン）
5. しのぶ（1977年、クラウン、CW-1666）
（c/w 來竹桃の花咲けば）
6. MY BOY（1978年1月25日、PANAM、ZP-33）
（c/w CAN'T HELP FALLING IN LOVE）
7. 南青山三丁目（1978年、クラウン、CW-1796）
（c/w ささやき）
8. 愛は芳醇な香り（1980年、ワーナー、L-339W）
  - 作詞：藤公之介 / 作曲：ケン・ジェイムス / 編曲：ケン・ジェイムス

（c/w ブラディ・メアリーの夜）
9. 危険な関係（1985年9月1日、ポリドール、7DX-1389）※共演：香坂みゆき
  - 作詞：中山恵子 / 作曲：レイモン・ルフェーブル / 編曲：レイモン・ルフェーブル

#### オリジナル・アルバム
1. 海辺の画廊（1976年、クラウン、GW-6186）
2. 風まくら─細川俊之セカンド・アルバム─（1977年、クラウン、GW-6212）
3. Dedication with Love〜細川俊之プレスリーを唄う! 愛をこめて…toエルヴィス（1977年、PANAM、GWX-62）
4. めぐり逢い─細川俊之の世界─（1981年、L-12002W、ワーナー）
5. YESTERDAY'S（1981年、キャニオン、C28A0382）※共演：木の実ナナ
6. ワールド・オブ・エレガンス（1985年、ロンドン、L28B-1114）※一部歌唱を含むナレーション・アルバム。

### 朗読盤
1. あまい囁き（1973年8月、キング、BS-1737）※ボーカルは中村晃子。
  - 作詞：Leo Chiosso・Giancarlo Del Re / 訳詞：杉紀彦 / 作曲：Gianni Ferrio / 編曲：川上英一

（c/w 砂物語）
2. ワールド・オブ・エレガンス─細川俊之の世界─（1980年、L-12512W、ワーナー）
3. 小倉百人一首（1988年、大石天狗堂・ポリスター）
4. ヴィヴァルディ四季のソネット（1978年、日本コロムビア）
  - 早川正昭指揮：東京ヴィヴァルディ合奏団による「四季」のソネット朗読

### エクストラ
1. ピチカート・ファイヴ「プレイボーイ・プレイガール」（1998年、日本コロムビア）※MC
2. すてきなきみ（NHK Eテレ「むしまるQゴールド」テーマ曲）※共演：三石琴乃
  - 作詞：里乃塚玲央・暖簾屋丈 / 作曲：堀井勝美